# Argyractis trespasalis
Argyractis trespasalis là một loài bướm đêm trong họ Crambidae.